# 血斗 (1967年の映画)
『血斗』（けっとう）は、1967年11月18日に公開された日本の映画である。監督は舛田利雄。主演は小林旭。日活制作。

## 概要
満州常シリーズ第二弾。
三洲を仕切る福吉一家はある日、人数を上回る山辰一家と抗争を起こし、助っ人にならざるを得なくなった堅気の船大工の清二郎が山辰一家に満州常と立ち向かう任侠娯楽作品。

## キャスト
- 満州常：小林旭
- 結城清二郎：高橋英樹
- 福井昌江：松尾嘉代
- 坂東菊弥：三条泰子
- 小田島玲：北林早苗
- 山岡勝治：小高雄二
- 鍛冶屋・たアやん：高品格
- 山岡虎太 ： 青木義朗
- 船大工 ： 深江章喜
- 山岡権三： 郷鍈治
- 山岡勘吉 ： 市川好朗
- 福吉一家弥吉 ： 杉江弘
- 商人風の男 ： 武藤章生
- 山辰一家の松吉 ： 木島一郎
- 居酒屋の主人 ： 紀原土耕
- 山辰一家子分 ： 河野弘
- サブ ： 堺美紀子
- 山辰一家子分 ： 黒田剛
- 辰乃屋の客： 英原穣二
- 金 ： 高橋明
- 坂東一座の船の船長： 千代田弘
- 米屋： 荒井岩衛
- 呼び込み： 水木京一
- 福吉一家子分 ： 三杉健、里実
- 山辰一家子分 ： 岩手征四郎
- 福吉一家子分： 大庭喜儀
- 呼び込み： 浜口竜哉
- 作造： 桂小かん
- 山辰一家子分：中平哲仟、根本義幸、吉田毅、大浜詩郎、前田武彦
- 福吉一家子分： 佐藤了一
- 坂東一座の女：深町真喜子、瞳美沙
- 小田島： 浜田寅彦
- 福井吉蔵： 河村弘二
- 山岡辰吉： 安部徹

## スタッフ
- 監督 ： 舛田利雄
- 脚本・原作： 池上金男
- 企画 ： 高木雅行
- 音楽： 伊部晴美

## 同時上映
『東京市街戦』
- 原作：戸川幸夫 / 脚本：小川英 / 監督：西村昭五郎 / 主演：渡哲也